# Saint-Bonnet-en-Champsaur
Saint-Bonnet-en-Champsaur község Franciaország Provence-Alpes-Côte d’Azur régiójában, Hautes-Alpes megyében. Új községként 2013. január 1-jén jött létre a korábbi Saint-Bonnet-en-Champsaur, Bénévent-et-Charbillac és Les Infournas község egyesülésével. A korábbi települések delegált község státusszal az új község részei lettek, amely átvette (megtartotta) a korábbi Saint-Bonnet-en-Champsaur nevet.
Lakosainak száma 2081 fő (2022. január 1.). Saint-Bonnet-en-Champsaur Aubessagne, Saint-Michel-de-Chaillol, Saint-Laurent-du-Cros, La Motte-en-Champsaur, Saint-Julien-en-Champsaur, La Fare-en-Champsaur, Poligny és Laye községekkel határos.

## Népesség
A település népessége az elmúlt években az alábbi módon változott:
| Lakosok száma | 2025 | 2036 | 2048 | 2063 | 2078 | 2080 | 2081 |
|               | 2016 | 2017 | 2018 | 2019 | 2020 | 2021 | 2022 |